# Kungsportsavenyen
Kungsportsavenyen, i vardagstal kallad Avenyn och ibland omskriven som Kungsportsavenyn, är en aveny och Göteborgs paradgata. Den går genom stadsdelen Lorensberg och sträcker sig från Kungsportsbron vid Vallgraven i sydostlig riktning upp till Götaplatsen, där den sista biten är en svag uppförsbacke. Gatan är cirka 840 meter lång, och är numrerad från 1 till 45.

## Historik

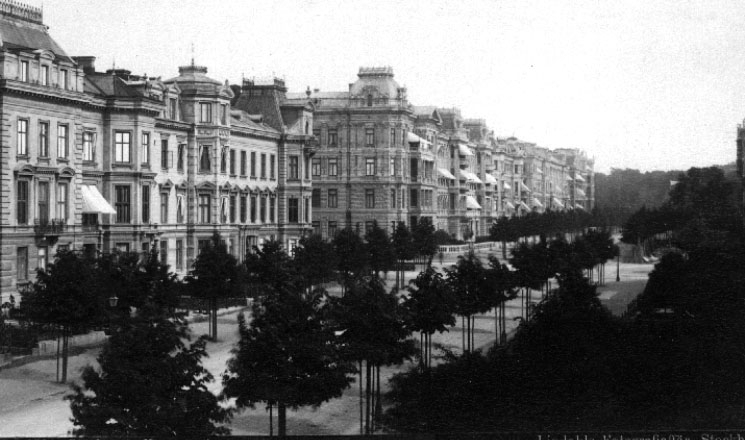
Kungsportsavenyen ca 1885, med från vänster Kvarteret Kastellholm, Kvarteret Örup och Kvarteret Sturefors.

Gatan är tidigast omtalad i stadsfullmäktiges handlingar den 22 april 1865, som: "4:o) att en bred gata eller avenue till staden skulle anläggas i fortsättning af den allée, som redan finnes utdragen i rak linie från Kungsportsbryggan till nya Alléen, öster om nya Theaterhuset, hvilken avenue, i trakten af Lorensberg, skulle, genom en i sned riktning derifrån utgående väg, sammanbindas med stora södra landsvägen." Gatan var alltså från början tänkt att i korsningen Avenyen-Engelbrektsgatan, dras snett ner mot nuvarande Södra Vägen. Bredden anges till: "avenuen midtför Kungsportsbryggan, utom terrasenie [de senare förträdgårdarna], 90 fot och, dessa inberäknade, 150 fot." Området för avenyens sträckning var tidigare plantager och trädgårdar, främst för landeriet Kristinelund. Det inlöstes av staden 1875, men stod kvar ända fram på 1890-talet. Huvudbyggnaden låg över nuvarande Teatergatan på den södra sidan av nuvarande Kristinelundsgatan, en allé ledde dit upp från Södra Vägen.
Namnet Kungsportsavenyen var det ursprungliga från stadsplaneändringarna den 5 september 1867. Men det blev tidigt ifrågasatt, och exempelvis 1880 föreslogs att gatan istället skulle heta Gustaf Adolfsgatan och i mars 1882 beslöts att gatan skulle ändra namn till Kungsportsgatan. Men beslutet återtogs efter några månader med knapp majoritet, då ett trettiotal kända göteborgare, hyresgäster och husägare vid den nya gatan, skrev till stadsfullmäktige och begärde att få tillbaka "avenynamnet." De hade upptäckt att de skulle bli skyldiga att på nytt bekosta ändring av sina adresser.
Det kontroversiella var beteckningen aveny, som upplevdes främmande med en "utländsk prägel". Det först byggda kvarteret var Kalmarehus, uppfört 1872-73. Avenyn uppmättes till 3 438 kvadratmeter år 1900.
Första butiken på Avenyn öppnades 1914, en speceriaffär på nr 24, kvarteret Sturefors.
Avenyn har längs stora delar av sträckningen tio meter breda trottoarer som ursprungligen var förträdgårdar. Den 1 februari 1972 fastställdes ett förslag till ändring av stadsplanen för all gatumark mellan Storgatan och Engelbrektsgatan, och för angränsande förgårdsmark inom alla de sex berörda kvarteren. Syftet var att överföra alla förgårdar inom planområdet till allmän platsmark. Stadsplanebestämmelserna från 1938 kvarstod dock för kvarteren Borganäs och Visborg, innebärande, att förgårdarna skulle hållas inhägnade och vara planterade.
Det var först i samband med Jubileumsutställningen i Göteborg 1923, som gatan förlängdes ända till Götaplatsen. Porten till Lorensbergsparken - som då avslutade Avenyn - flyttades därmed till platsen för nuvarande hotell Elite Park Avenue.
I syfte att rädda den vackra fasaden på huset Kungsportsavenyen 18 i kvarteret Örup slöts den 17 juni 1969 ett konsortial- och köpeavtal med Systembolaget AB.
Den 1 december 1978 stängdes avsnittet mellan Vasagatan och Kristinelundsgatan permanent av för biltrafik. En annan källa uppger 23 augusti 1979.

## Valand spårvagnshållplats
Mitt på Kungsportsavenyn ligger Valand spårvagnshållpats som trafikeras av flera linjer. Spårvägen löper mitt i gatan mellan Kungsportsplatsen och viker av i Engelbrektsgatans riktning. Spår viker även in på Vasagatan. Linjena 3, 4, 5, 7, 10 och Lisebergslinjen trafikerar normalt Avenyn. Linje 3, 7 och 10 viker in på Vasagatan, medan linje 4, 5 och Lisebergslinjen går vidare och lämnar Avenyn i Engelbrektsgatan. Under Göteborgsutställningen 1923 fanns det spår upp till Götaplatsen där det även fanns en vändslinga.

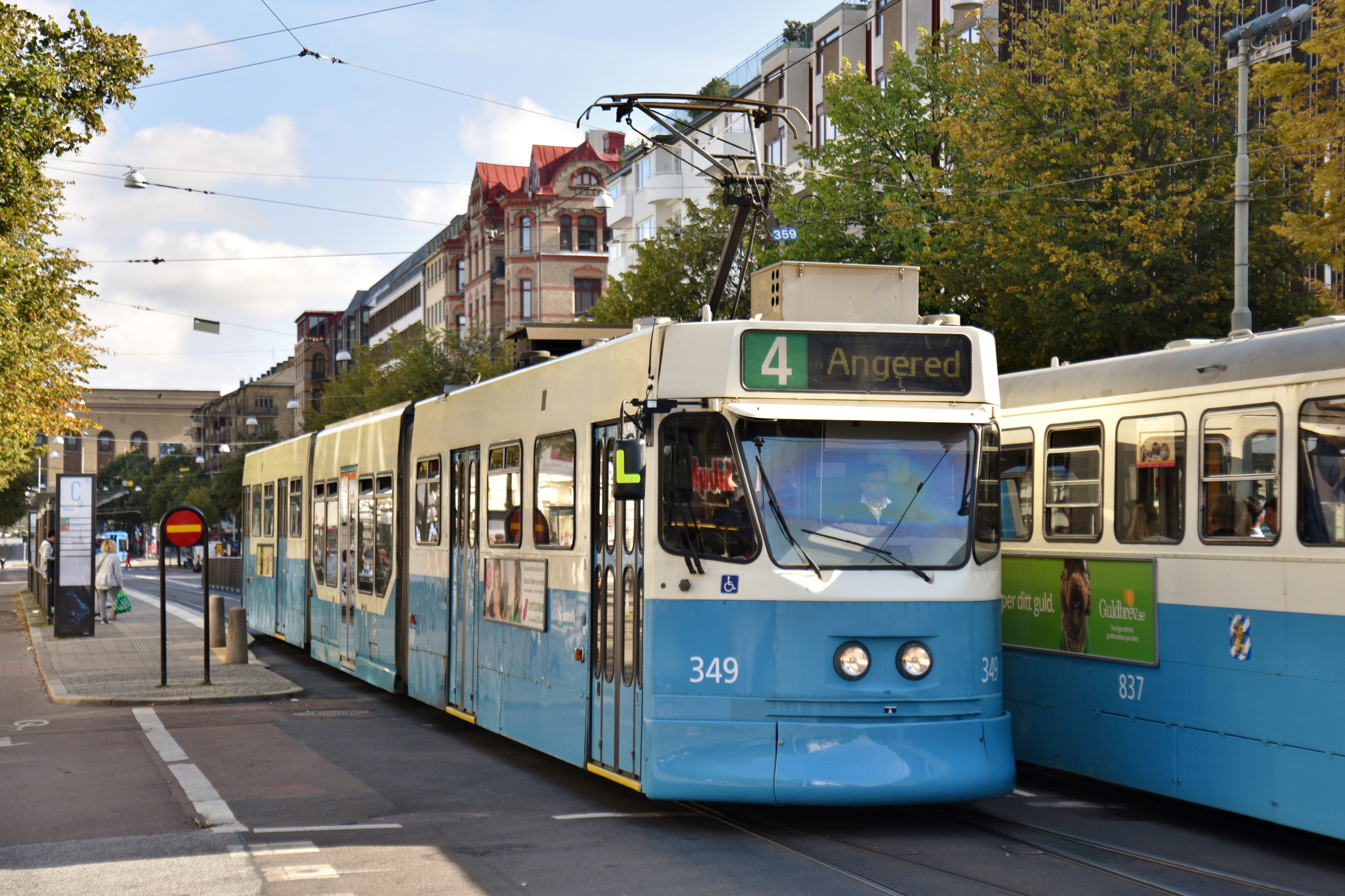
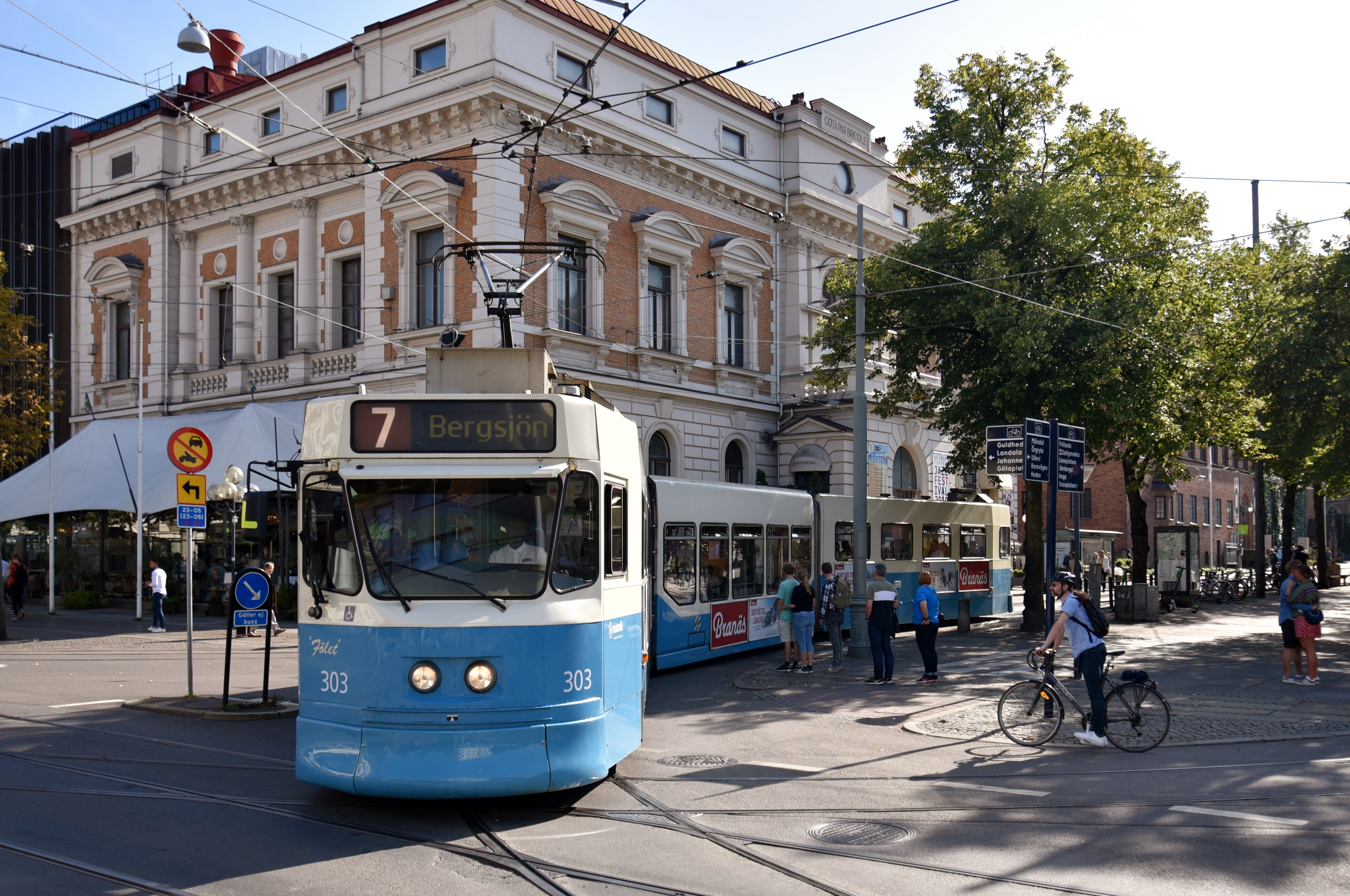

## I populärkulturen
På 1970-talet drog tidningen GT igång en tävling som hette Musik på Avenyn och som pågick i ett antal år. Rockbandet Häxfeber gav 1980 ut låten Avenyn med text av Ingmar Nilsson och musik av Jaak Talvend. År 1985 gjordes TV-programmet Avenyn upp och ner med Ingvar Oldsberg. Året därpå släppte Di Få Under Bordi singeln Domus-Paleys, som utspelar sig på Kungsportsavenyen och var en parodi på Freestyles Dover–Calais och 1988 släppte Charlotte Öijwall och Helena Pousette en vinylsingel med låten Avenyn. År 2012 publicerades en biografi om bandet Tages med titeln Boken om Tages: från Avenyn till Abbey Road.

## Bildgalleri

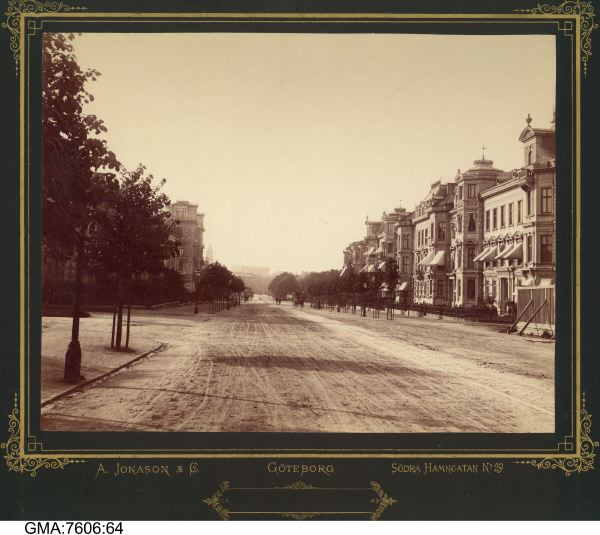
Avenyen från Vasagatan mot Kungsportsplatsen, ca 1880.
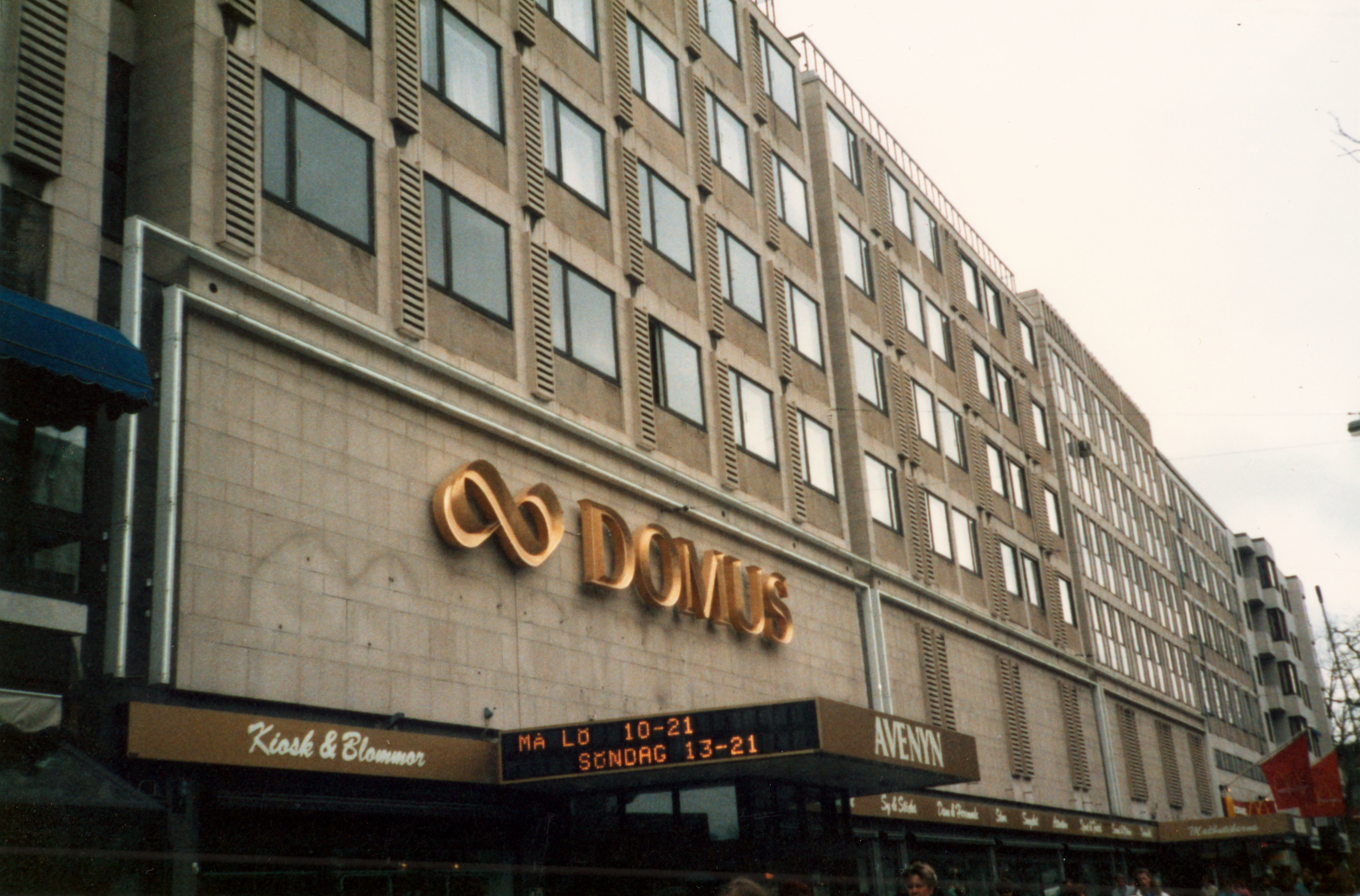
Domus Avenyn, runt år 1979.
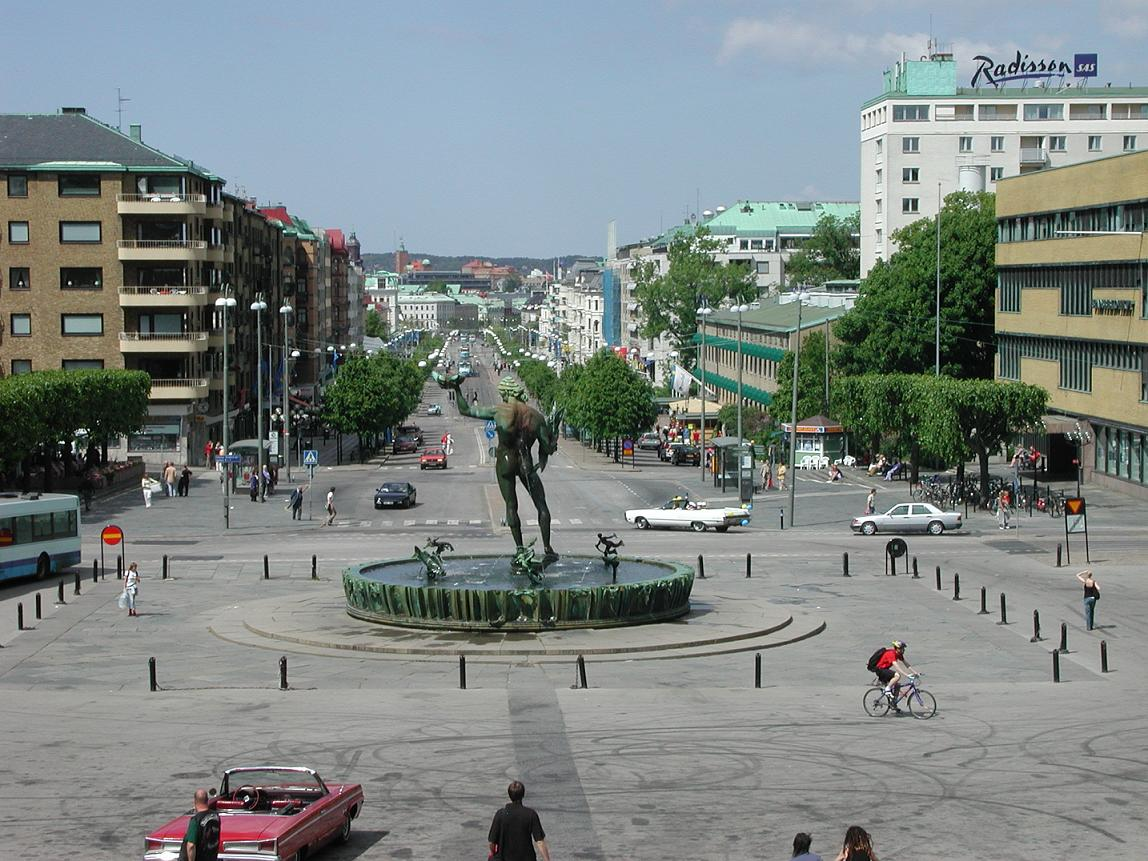
Götaplatsen med Poseidonstatyn. I bakgrunden Kungsportsavenyen. Till höger Stadsbiblioteket.
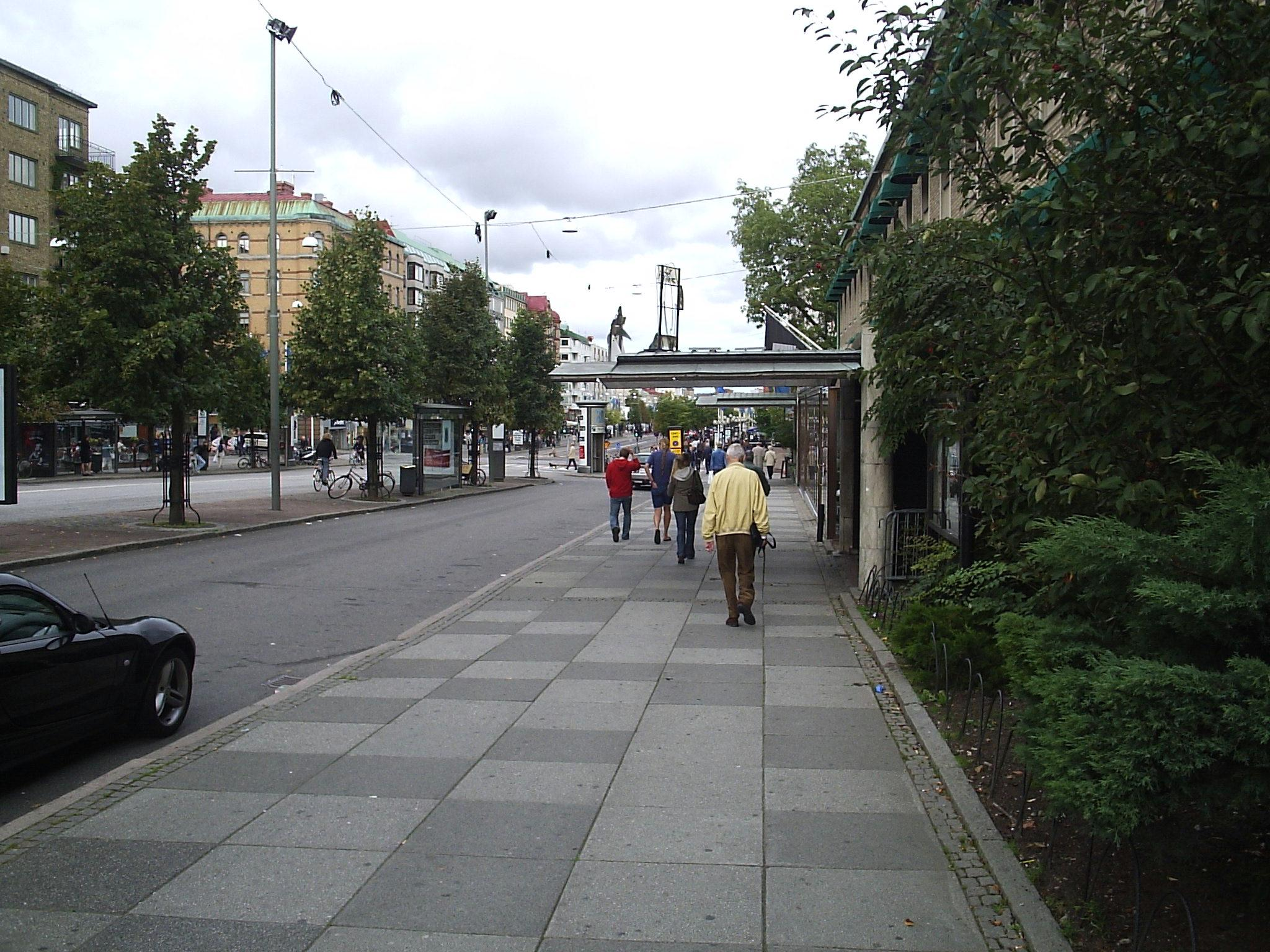
Avenyn, närmast Götaplatsen.
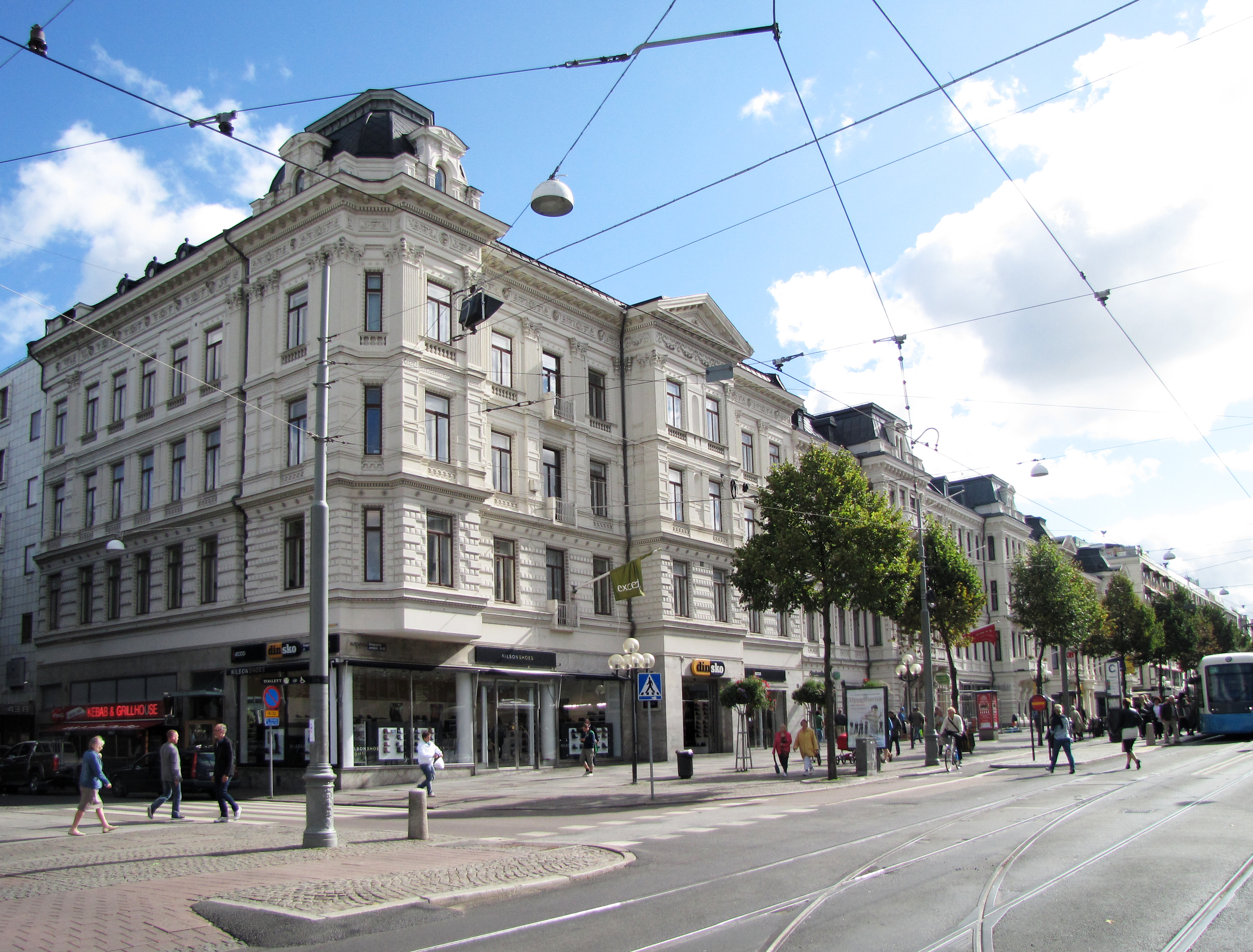
Avenyn 16-22, Kvarteret Örup, är byggnadsminne.
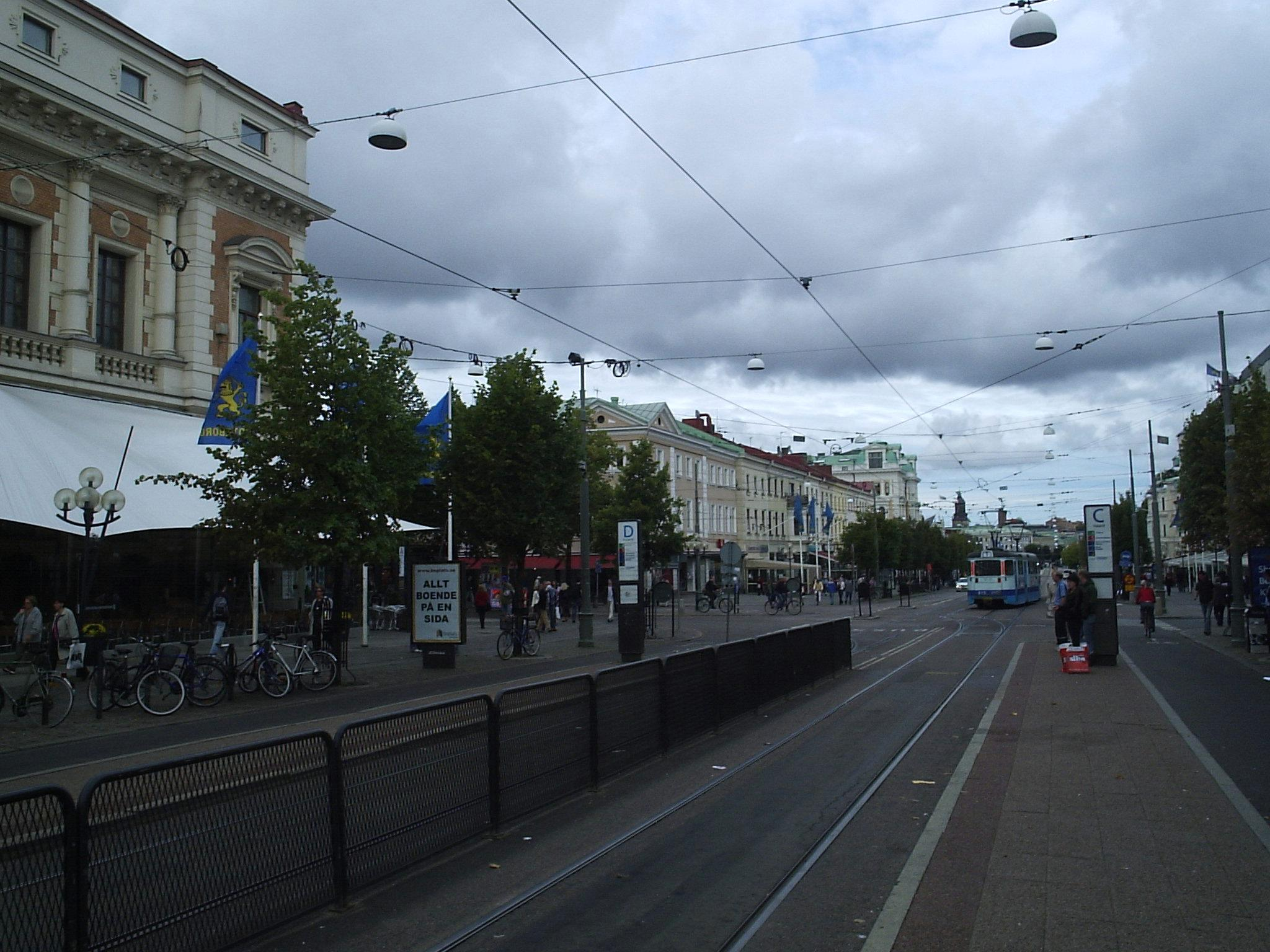
Avenyn, vid Valandhuset.
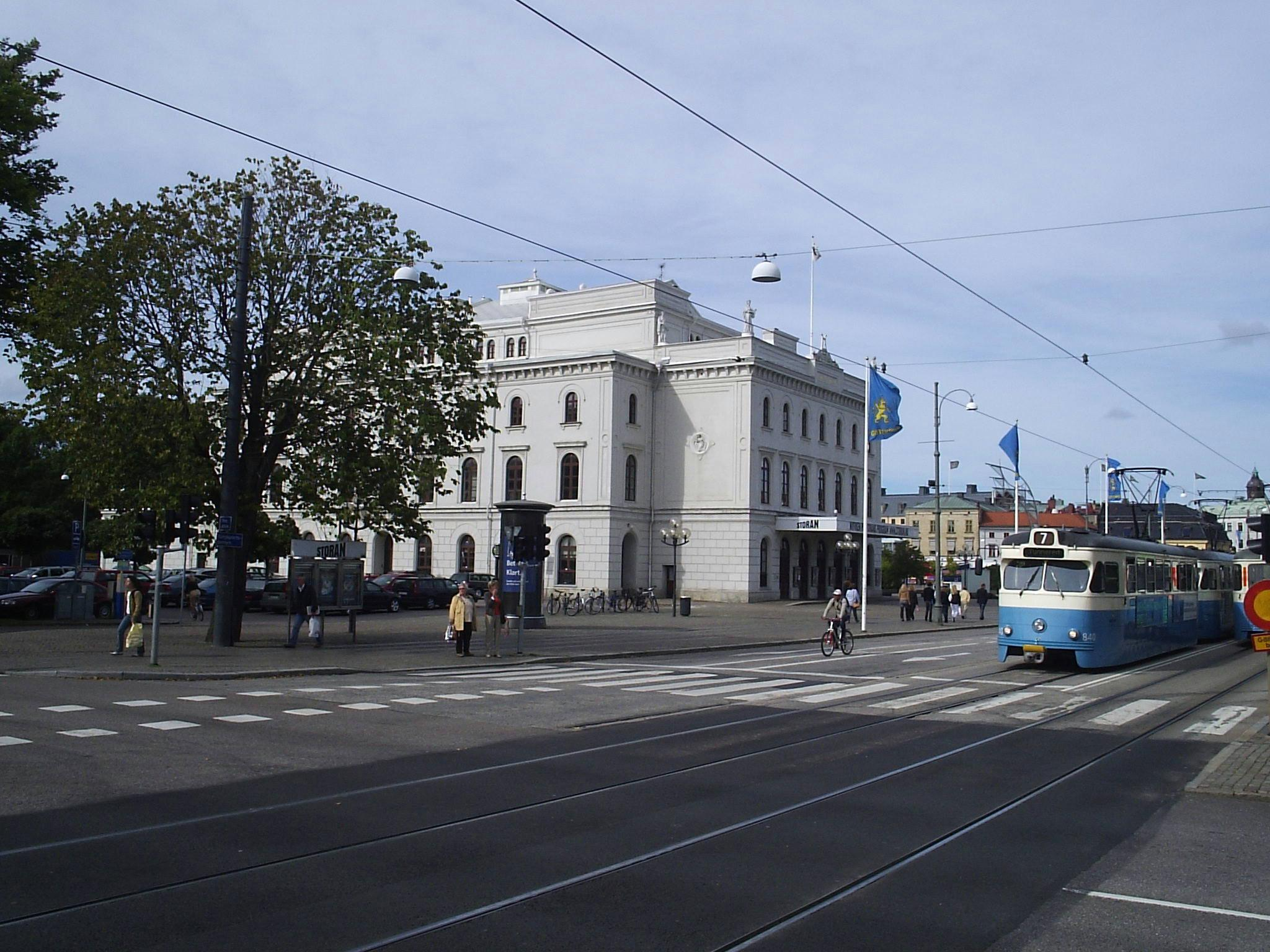
Avenyn, vid Stora Teatern.
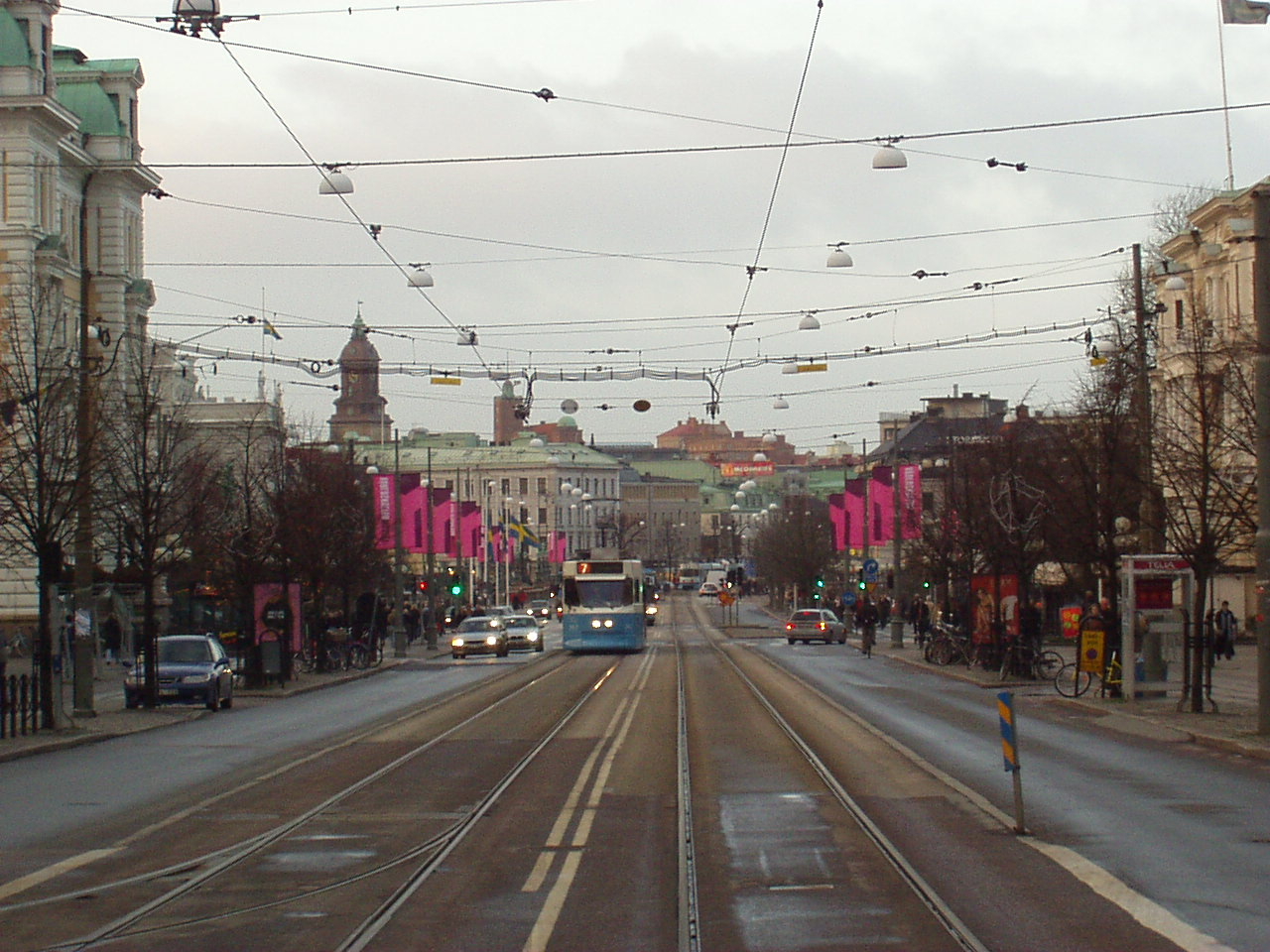
Vy norrut, mot hamnen.
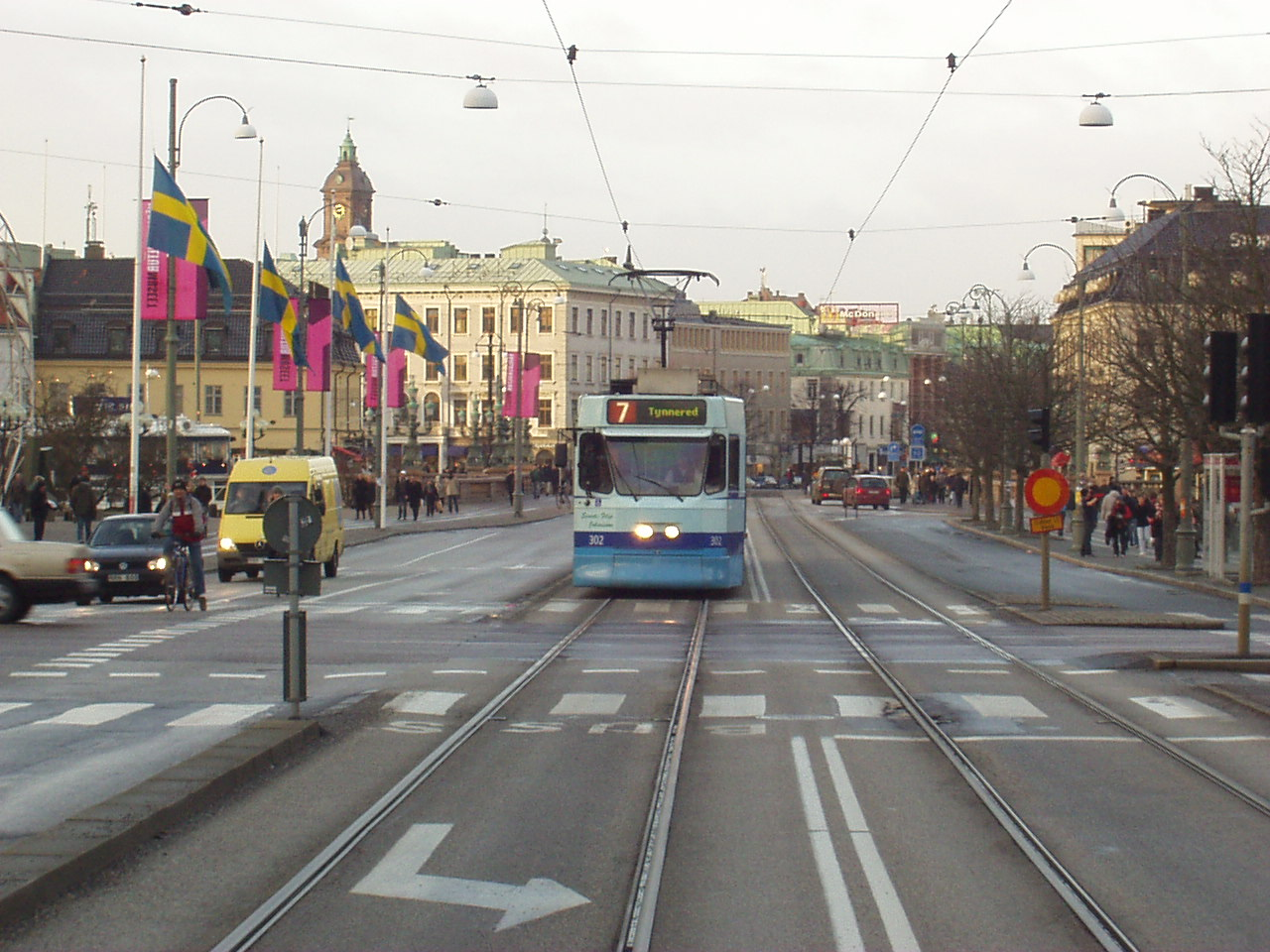
Spårvagn på Avenyn.
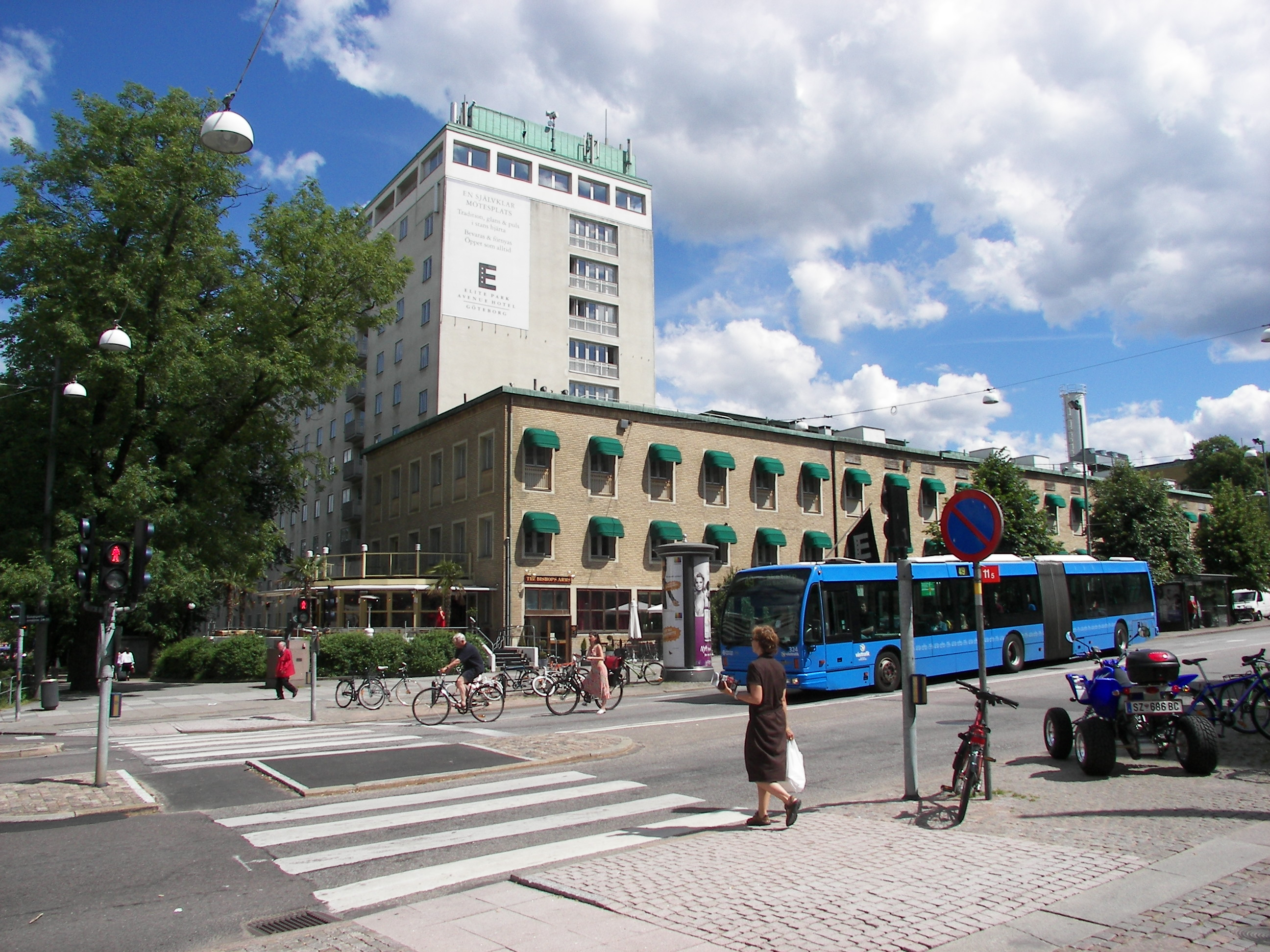
Park Aveny.
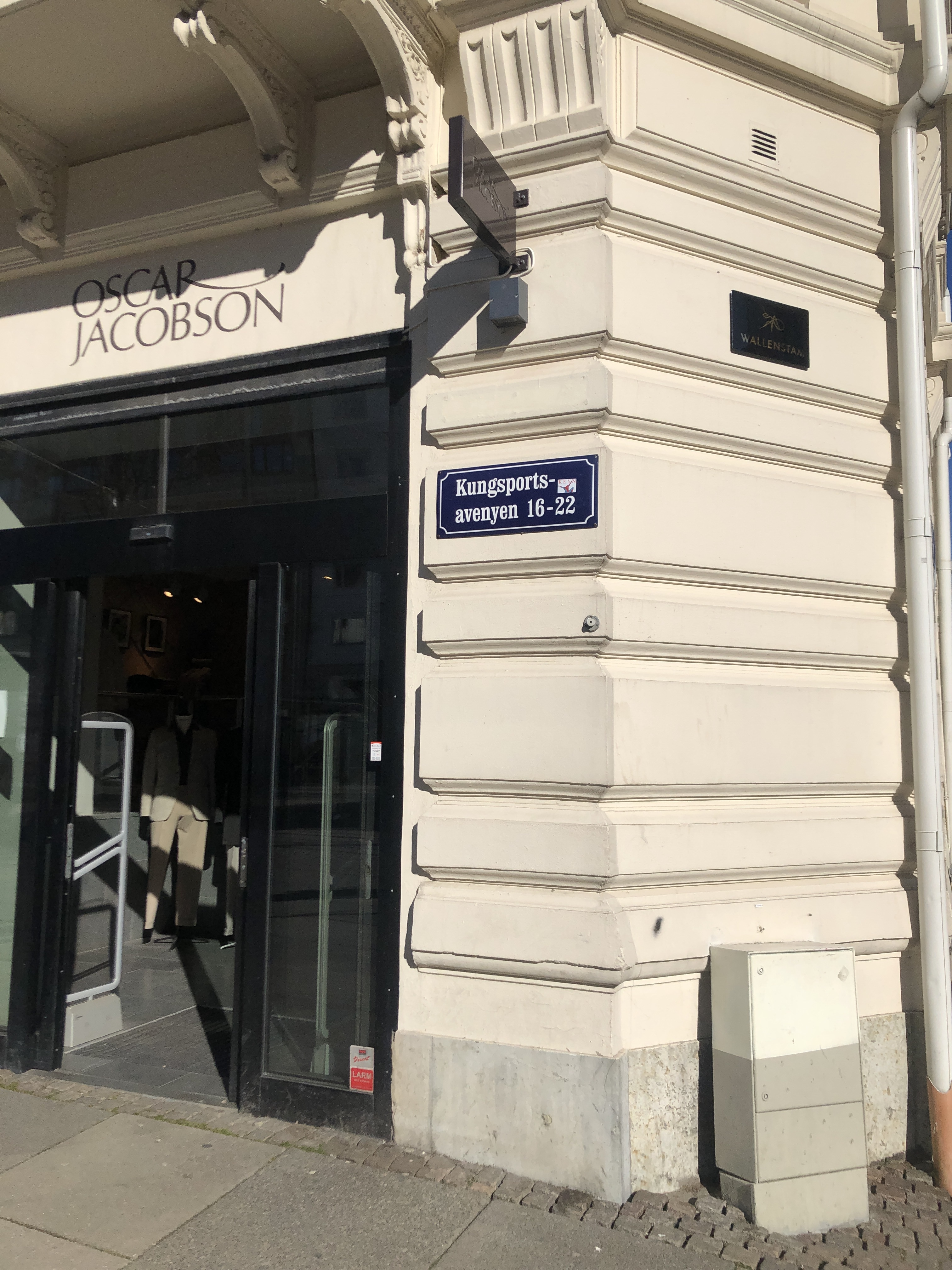
Gatuskylt på Kungsportsavenyen 22 i Kvarteret Örup.